# Svenska mästerskapet i simhopp 2021 (vår)
Svenska mästerskapet i simhopp våren 2021 ägde rum 29–30 maj i Karlskoga i Värmland.

## Medaljsummering

### Damer
| Gren    | Guld                                 | Guld                 | Silver                          | Silver               | Brons                             | Brons                                 |
| 3m      | Mikaela Dietmann                     | Bofors Simhoppsklubb | Nina Janmyr                     | SK Poseidon          | Hedda Malmström                   | Malmö KK                              |
| 1m      | Elna Widerström                      | SK Poseidon          | Mathilda Roxne                  | Bofors Simhoppsklubb | Mikaela Dietmann                  | Bofors Simhoppsklubb                  |
| Synchro | Matilda Nilsson och Mikaela Dietmann | Bofors Simhoppsklubb | Nina Janmyr och Elna Widerström | SK Poseidon          | Lovisa Gustavsson och Meja Palmer | Sik Delfin och Jönköpings Simsällskap |

### Herrar
| Gren    | Guld                            | Guld                   | Silver                        | Silver                              | Brons        | Brons    |
| 3m      | Max Burman                      | Jönköpings Simsällskap | Elias Petersen                | Malmö KK                            | David Ekdahl | Malmö KK |
| 1m      | Jacob Stoltz                    | Polisens IF simhopp    | Elias Petersen                | Malmö KK                            | David Ekdahl | Malmö KK |
| Synchro | David Ekdahl och Elias Petersen | Malmö KK               | Erik Gundersen och Max Burman | Malmö KK och Jönköpings Simsällskap | N/A          | N/A      |

### Mix
| Gren | Guld                               | Guld                     | Silver                          | Silver   | Brons | Brons |
| Mix  | Elna Widerström och Elias Petersen | SK Poseidon och Malmö KK | Isac Faxius och Hedda Malmström | Malmö KK | N/A   | N/A   |

### Webbkällor
- Detaljerade resultat över svenska mästerskapet i simhopp våren 2021